# Uniwersytet Preszowski
Uniwersytet Preszowski, oficjalnie Uniwersytet Preszowski w Preszowie (słow. Prešovská univerzita v Prešove) – publiczna szkoła wyższa typu uniwersyteckiego z siedzibą w Preszowie we wschodniej Słowacji.
Uniwersytet Preszowski powstał 1 stycznia 1997 na mocy ustawy z 10 grudnia 1996, która wydzieliła z Uniwersytetu Pavla Jozefa Šafárika w Koszycach wydziały mające siedziby w Preszowie i połączyła je w nową jednostkę. W 2002 dokonano reorganizacji uniwersytetu. Rektorem jest geograf prof. René Matlovič. UP ma obecnie 12 500 studentów i osiem wydziałów.

## Wydziały uczelni
- Wydział Nauk Humanistycznych i Przyrodniczych (Fakulta humanitných a prírodných vied)
- Wydział Zarządzania (Fakulta manažmentu – od 2004)
- Wydział Sportu (Fakulta športu)
- Wydział Medyczny (Fakulta zdravotníctva)
- Wydział Filozoficzny (Filozofická fakulta)
- Wydział Pedagogiczny (Pedagogická fakulta)
- Wydział Teologii Greckokatolickiej (Gréckokatolícka teologická fakulta – kontynuujący działalność Greckokatolickiej Preszowskiej Akademii Teologicznej działającej w latach 1880-1950)
- Wydział Teologii Prawosławnej (Pravoslávna bohoslovecká fakulta – kontynuacja Prawosławnego Wyższego Seminarium Duchownego istniejącego od 1950; wydział ma zamiejscową pracownię w morawskim Ołomuńcu, w której studiują zaocznie czescy prawosławni)

Uczelnia przyjmuje studentów zagranicznych. Prowadzi również uniwersytet trzeciego wieku.